# Max Fourny

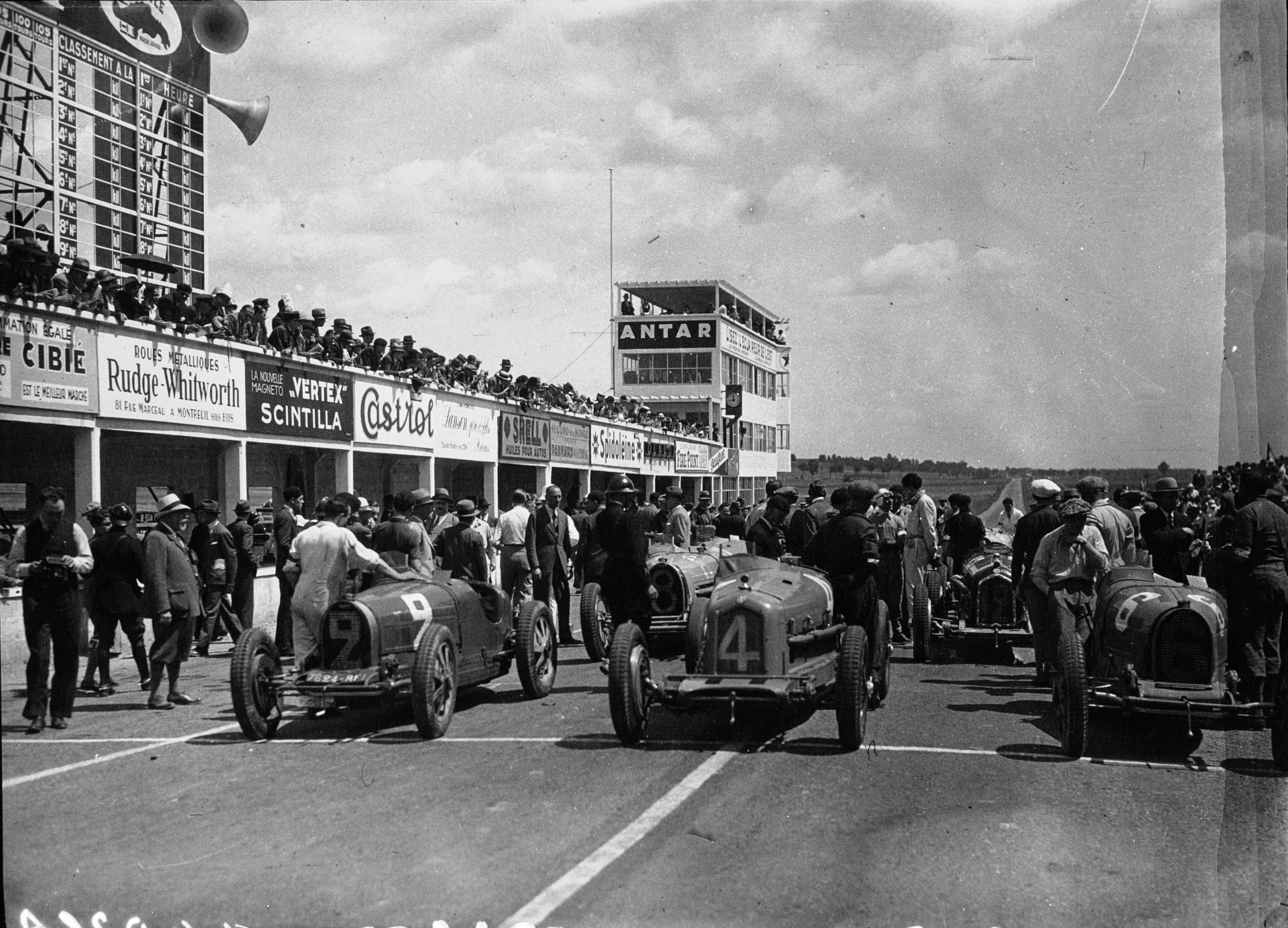
Grille de départ du Grand Prix de France 1932 : Fourny est 3e temps sur la première ligne (n° 6 à droite), Philippe Étancelin étant au centre sur Alfa Romeo, et Jean Gaupillat à gauche de la photo, sur Bugatti.

Max  Fourny, né le 4 août 1904 à Amiens et mort le 9 mars 1991 dans le 16e arrondissement de Paris, est un pilote automobile ainsi qu'un éditeur et un collectionneur d'art naïf français. 

## Biographie

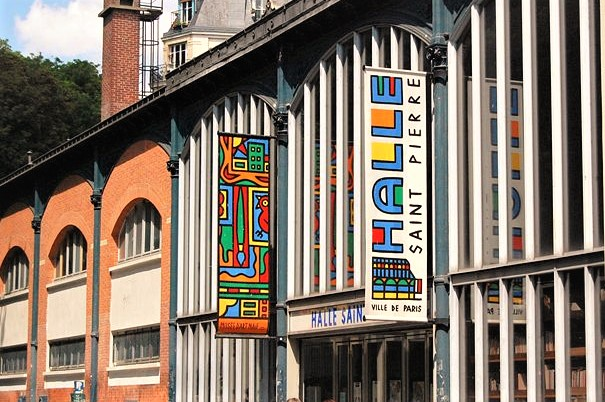
Le Musée d'Art Brut et d'Art Singulier de la Halle Saint-Pierre (18e arr.).

Max  Fourny pilote des cyclecars dans les années 1920, puis des Bugatti dans les années 1930. Sa saison 1930 est alors la plus aboutie au vu de ses résultats, et lors de la suivante il seconde parfois le réalisateur Georges d'Arnoux au volant.
Il participe aux 24 Heures du Mans en 1934 et 1935, sur Bugatti T55.
Sa dernière apparition lors d'une course a lieu en juin 1947, lors du Grand Prix d'Albi comme pilote réserve de René Bonnet sur DB-Citroën.
Entre 1945 et 1955, il publie la revue Art et Industrie. En 1956 il participe avec Waldemar-George à l'élaboration de Prisme des Arts, puis entre 1961 et 1975 à celle de Direction de l'Art International.
Il publie plusieurs ouvrages, et fonde un musée en 1973 dans sa maison de campagne, une ancienne ferme à côté de Vicq (Yvelines), où il expose près de 900 de ses acquisitions, collectées à travers ses voyages. 
Sa collection d'art est désormais divisée entre la Halle Saint-Pierre à Paris, et le Musée international d'art naïf à Vicq. Une galerie d'art porte également son nom à Montmartre.
Il est l'époux de la peintre Françoise Adnet.

## Palmarès sportif
- Victoire au Grand Prix de Picardie en 1930, sur Bugatti T37A (à Péronne, et meilleur tour en course) ;
- Victoire de catégorie <2L. au Grand Prix de Dieppe en 1930, sur Bugatti T35C (et deuxième au classement général) ;
- Victoire au Grand Prix du Maroc Sport en 1930, sur Chenard et Walker[2] ;
- Victoire au Circuit de l'Aisne en 1931, sur Bugatti T35C (à la vitesse moyenne de 116,169 km/h) ;
- Victoire au Circuit d'Orléans en 1934, sur Bugatti 2L ;
  - 2e du Grand Prix Bugatti en 1930, sur Bugatti (au Mans)[3], et vainqueur de catégorie 1.5L[4] ;
  - 2e du Grand Prix des Frontières en 1936, sur Bugatti T37A (à Chimay) ;
  - 5e du Grand Prix de Saint-Sébastien en 1930, sur Bugatti T35C ;
  - 5e du circuit du Cap d'Antibes en 1932, sur Bugatti T35B (au circuit de Garoupe,
et classé au championnat d'Europe des conducteurs cette année-là, comme l'année précédente) ;
  - 7e de la première course du Grand Prix de Monza en 1930, sur Bugatti T35C ;
  - 8e du Grand Prix de La Baule en 1932, sur Bugatti T35C.